# 李長泰
李 長泰（り ちょうたい）は、清末民初の軍人。北京政府、安徽派の軍人。字は階平。

## 事跡
天津武備学堂を卒業し、1895年（光緒21年）に、新建陸軍に加入する。以後、工程営管帯、工兵参領を経て、北洋第6鎮協統となる。
中華民国成立後の1912年（民国元年）、署理直隷省大名鎮総兵に任命される。翌年、冀南鎮守使に転じた。1914年（民国3年）9月、第8師師長となり、袁世凱が皇帝に即位した翌年12月に、二等男爵を授与された。
1917年（民国6年）7月、張勲復辟に際しては、段祺瑞により討逆軍東路副司令に任じられ、張勲を討伐した。翌月、歩軍統領衙門統領に任命された。1919年（民国8年）5月、辞職し、以後、天津に寓居した。
1922年（民国11年）、死去。享年61。